# Dicheros bicornis
Dicheros bicornis är en skalbaggsart som beskrevs av Pierre André Latreille 1817. Dicheros bicornis ingår i släktet Dicheros och familjen Cetoniidae.

## Underarter
Arten delas in i följande underarter:
- D. b. kurosawai
- D. b. yaekoae
- D. b. siamensis
- D. b. rowelli
- D. b. lombokensis
- D. b. borneensis
- D. b. ornatus
- D. b. biplagiatus
- D. b. decorus
- D. b. burmeisteri
- D. b. florensis
- D. b. malayanus
- D. b. nagaiisakaiique
- D. b. westwoodi

## Bildgalleri

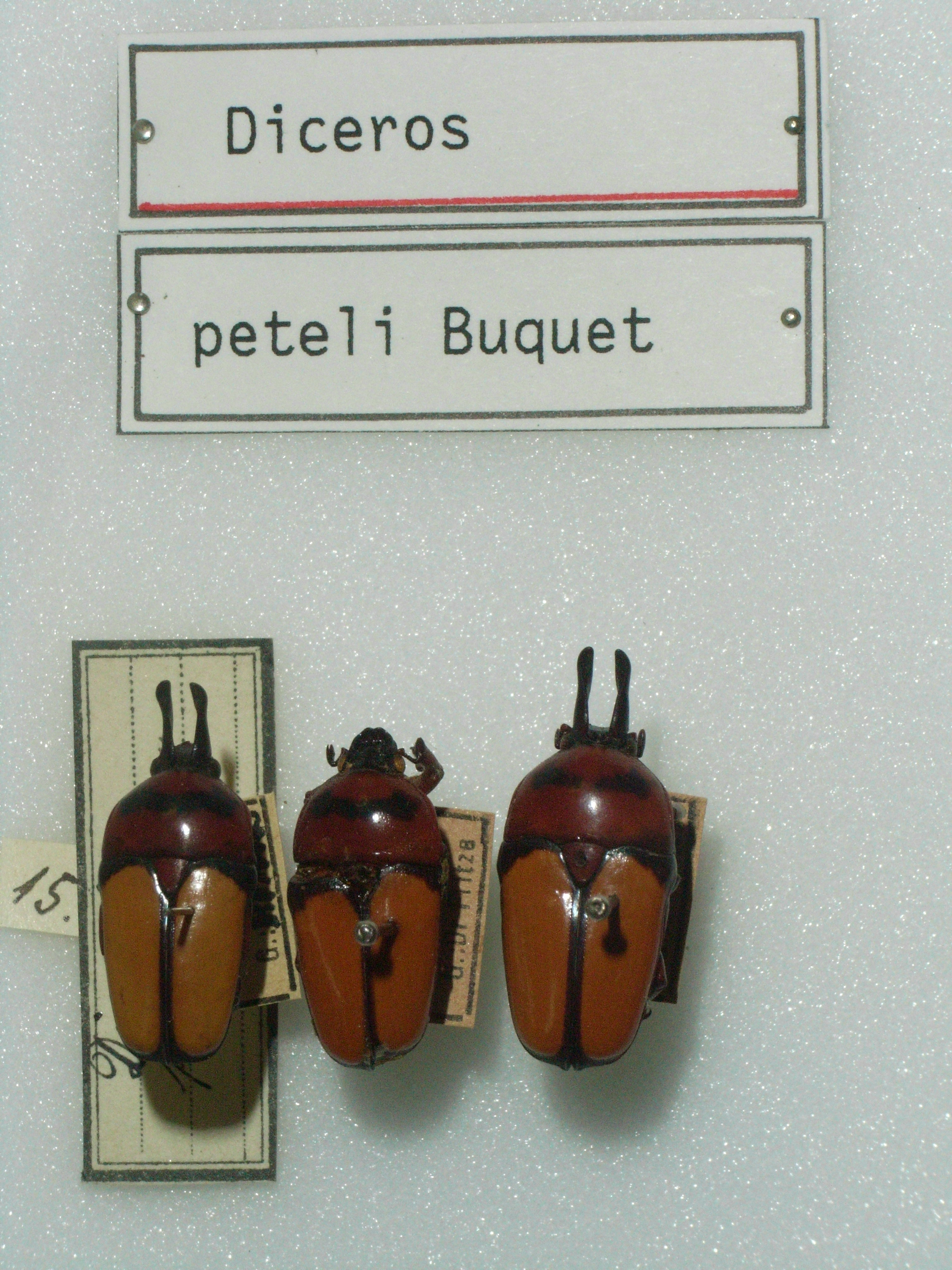
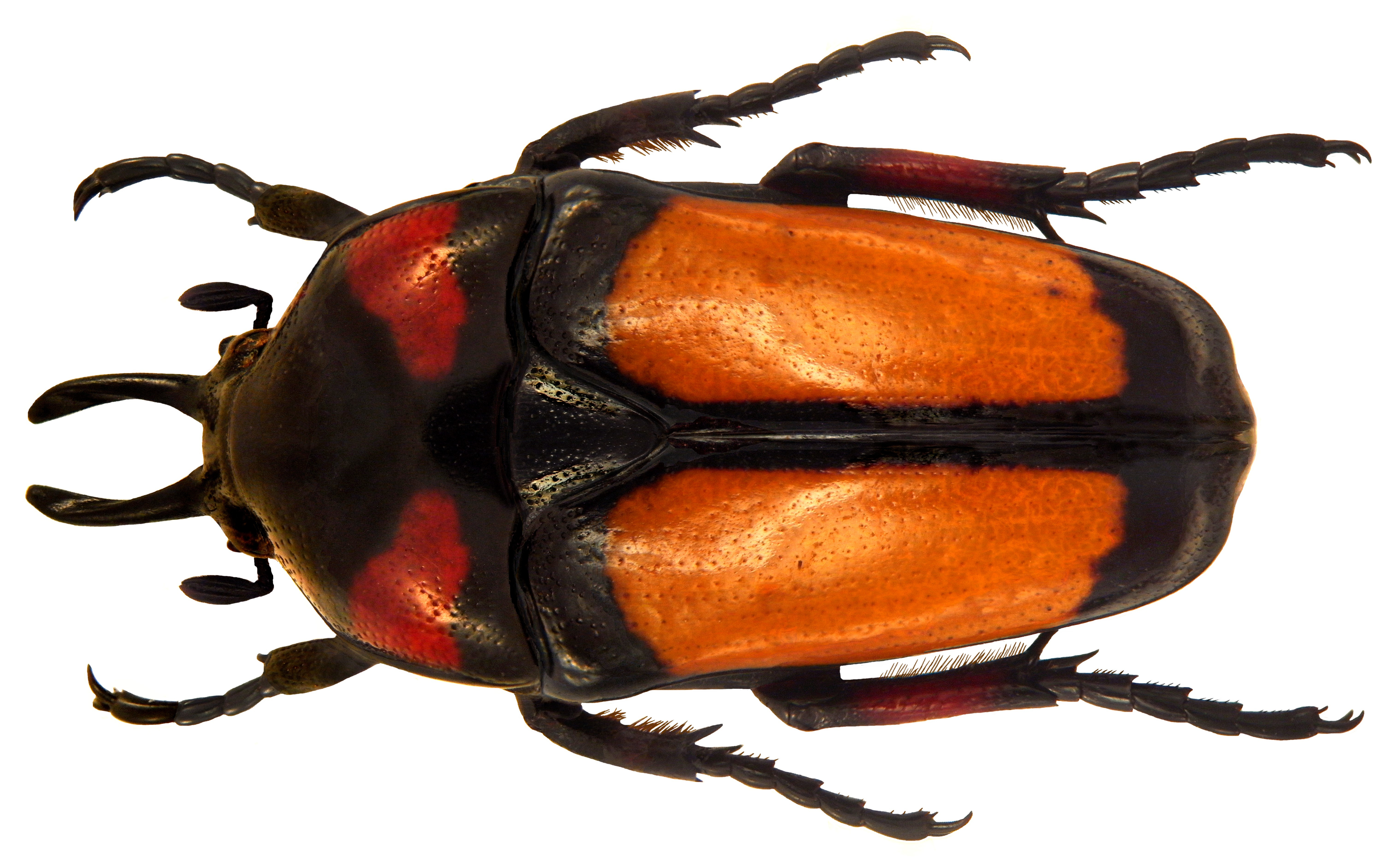